# 矢切
矢切（やきり）は、千葉県松戸市にある上矢切（かみやきり）、中矢切（なかやきり）、下矢切（しもやきり）の3地区の総称。かつてはそれぞれ上矢切村、中矢切村、下矢切村という独立した村だったが、町村制施行により初め松戸町、のち松戸市の一部となった。

## 地名
公称地名等はいずれも「やきり」と清音で読むが、駅名（矢切駅）、バス停留所名は「やぎり」と濁音になる。後述の歌謡曲『矢切の渡し』も「やぎりのわたし」と読ませているため、濁音で発音されることが多くなった。
地名については、戦国時代に起きた第二次国府台合戦にて、里見方が矢が切れて負けたことから「やきれ」→「やきり」→「やぎり」となった説がある。このほか、矢の飛び交うことを嫌い、矢を切る。（矢はもういらない）という説もある。本土寺の過去帳に「妙心尼 文安四（1447年）丁卯三月ヤキレ」の記述ある。矢切神社の石塔に、元文五年（1740年）下矢喰村の記述がある。

## 地理

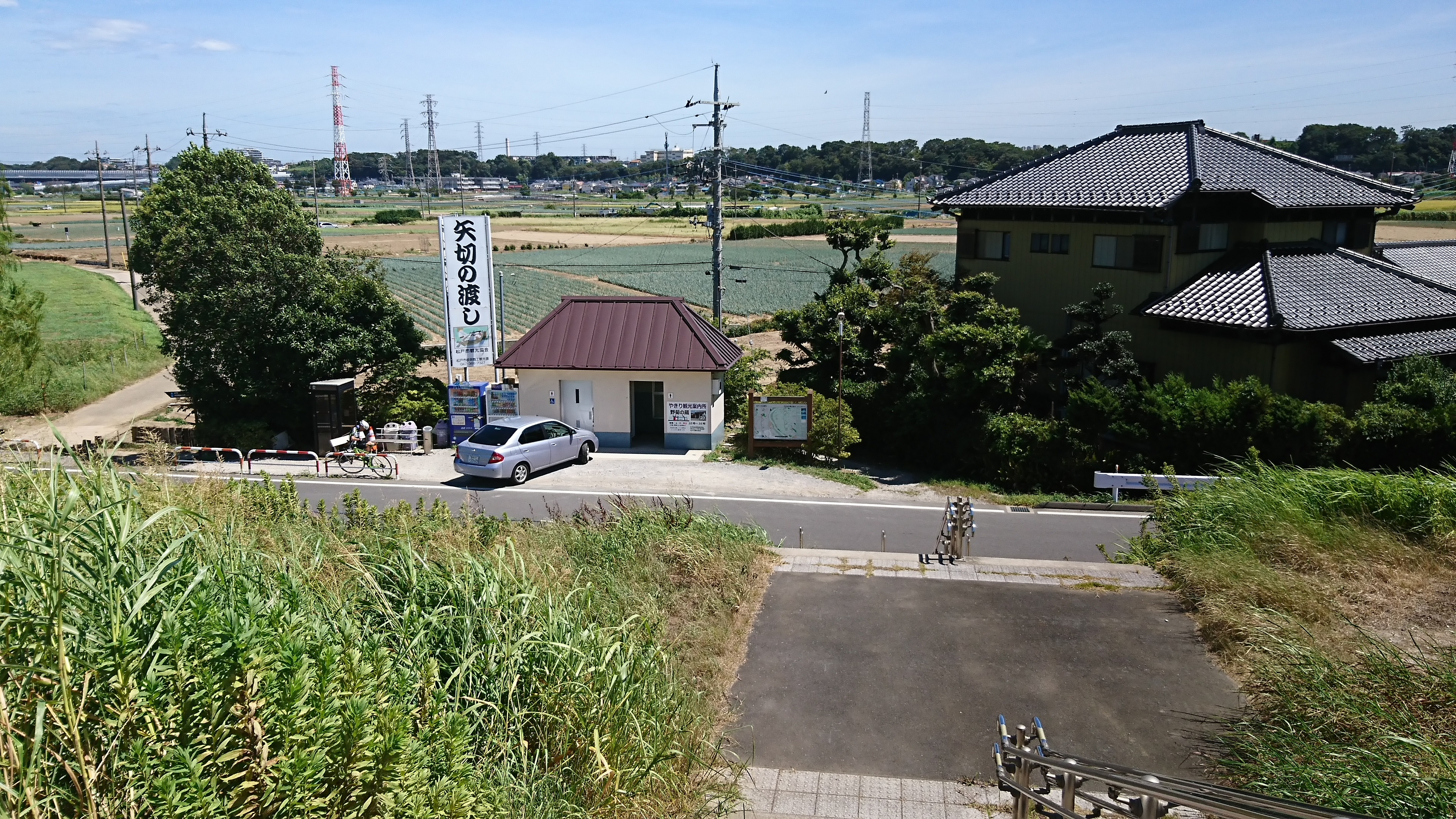
渡し側から見た矢切の畑作地帯

松戸市南西端に位置する。北は小山、南は栗山・市川市国府台、東は三矢小台・市川市北国分、西は江戸川を挟んで東京都江戸川区北小岩・葛飾区柴又・金町浄水場・金町・東金町に接する。
矢切斜面林を境に東側は下総台地西端部となり、住宅地が広がる。西側は江戸川沿いの低地となり、国道6号を境に北側は住宅地、南側は農地が広がる。また、南北に坂川が流れている。東端部を走る県道市川松戸線は交通量も多く、沿道は商店街を形成している。
周辺には国立国府台病院、国際医療福祉大学市川病院（旧：化研病院）、式場病院等の大病院が存在している。

### 地価
住宅地の地価は、2014年（平成26年）1月1日の公示地価によれば、下矢切字南台183番4の地点で14万2000円/m2となっている。

### 郵便番号
郵便番号は以下の通りである。
| 町丁   | 郵便番号 |
| ------ | -------- |
| 上矢切 | 271-0094 |
| 中矢切 | 271-0095 |
| 下矢切 | 271-0096 |

## 略史
- 戦国時代には北条氏と里見氏による国府台合戦の戦場となった場所であり[13]、この付近から市川市国府台付近にかけては同合戦にちなむ伝説や史跡が多く伝わっている。
- 1889年4月1日 - 東葛飾郡の上矢切村、中矢切村、下矢切村、小山村、栗山村、松戸駅（宿駅）が合併し松戸町の一部となる。旧村単位は大字となる。
- 1943年4月1日 - 松戸町が馬橋村・高木村と合併して松戸市が発足。

縄文時代の貝塚が国府台から点在している。これは縄文時代の海進による下総台地の水際であったことを示している。

## 施設

### 上矢切
- 宝蔵院
- 松戸市立図書館矢切分館
- 坂川親水広場[14]

### 中矢切
- 松戸市立矢切小学校
- 千葉県立矢切特別支援学校

### 下矢切
- 矢切神社
- 柳原水閘
- 野菊の墓文学碑
- ちば野菊の里浄水場

## 矢切の渡し

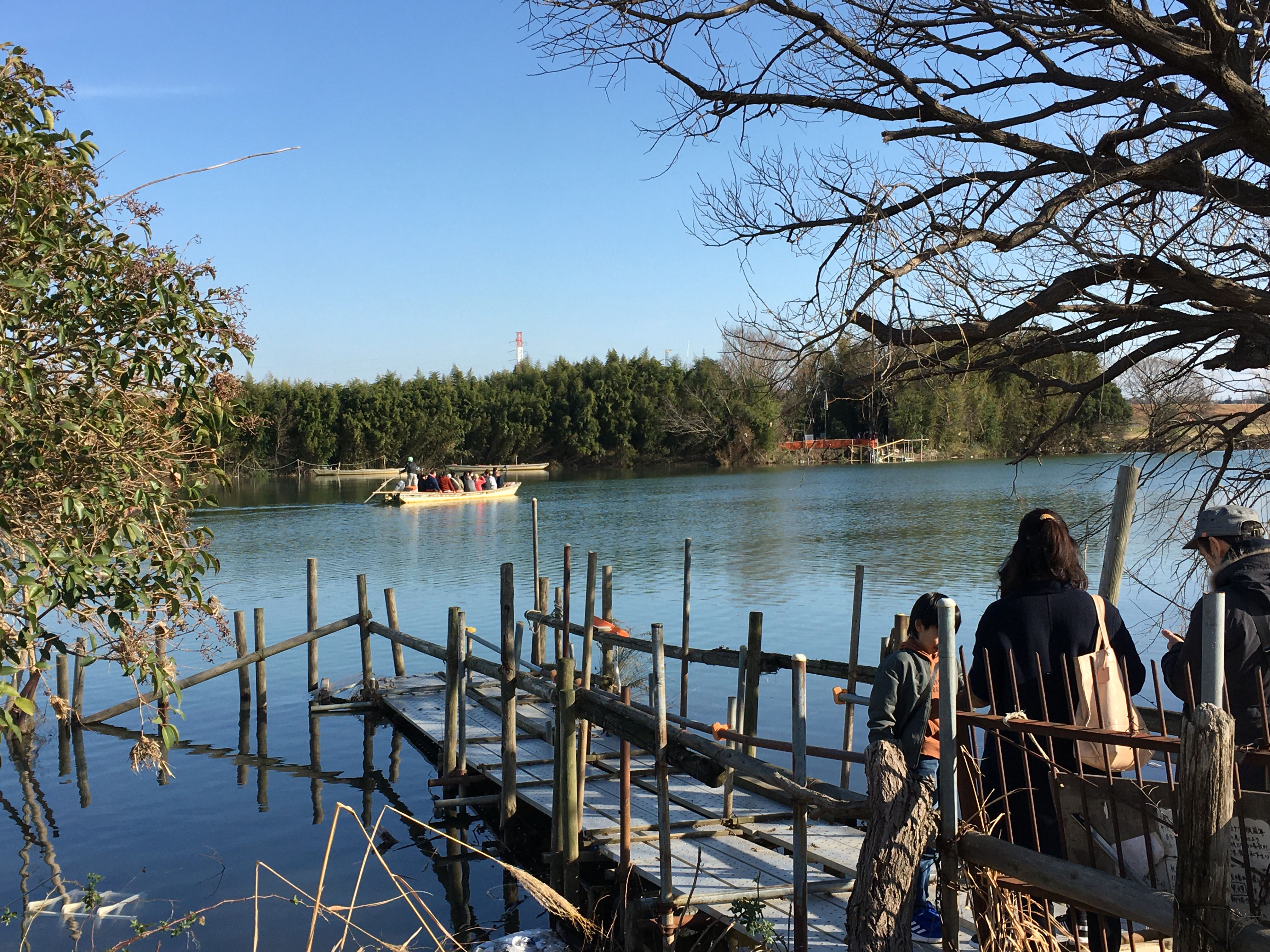
矢切の渡し。手前が柴又、対岸右手が矢切の船着場。

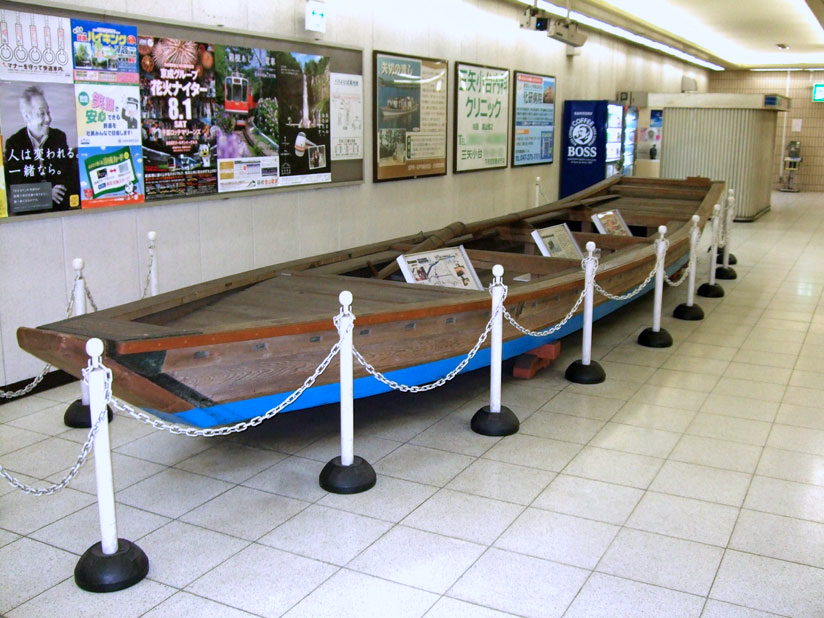
矢切駅構内では実際に使用されていた渡し船が展示されている。

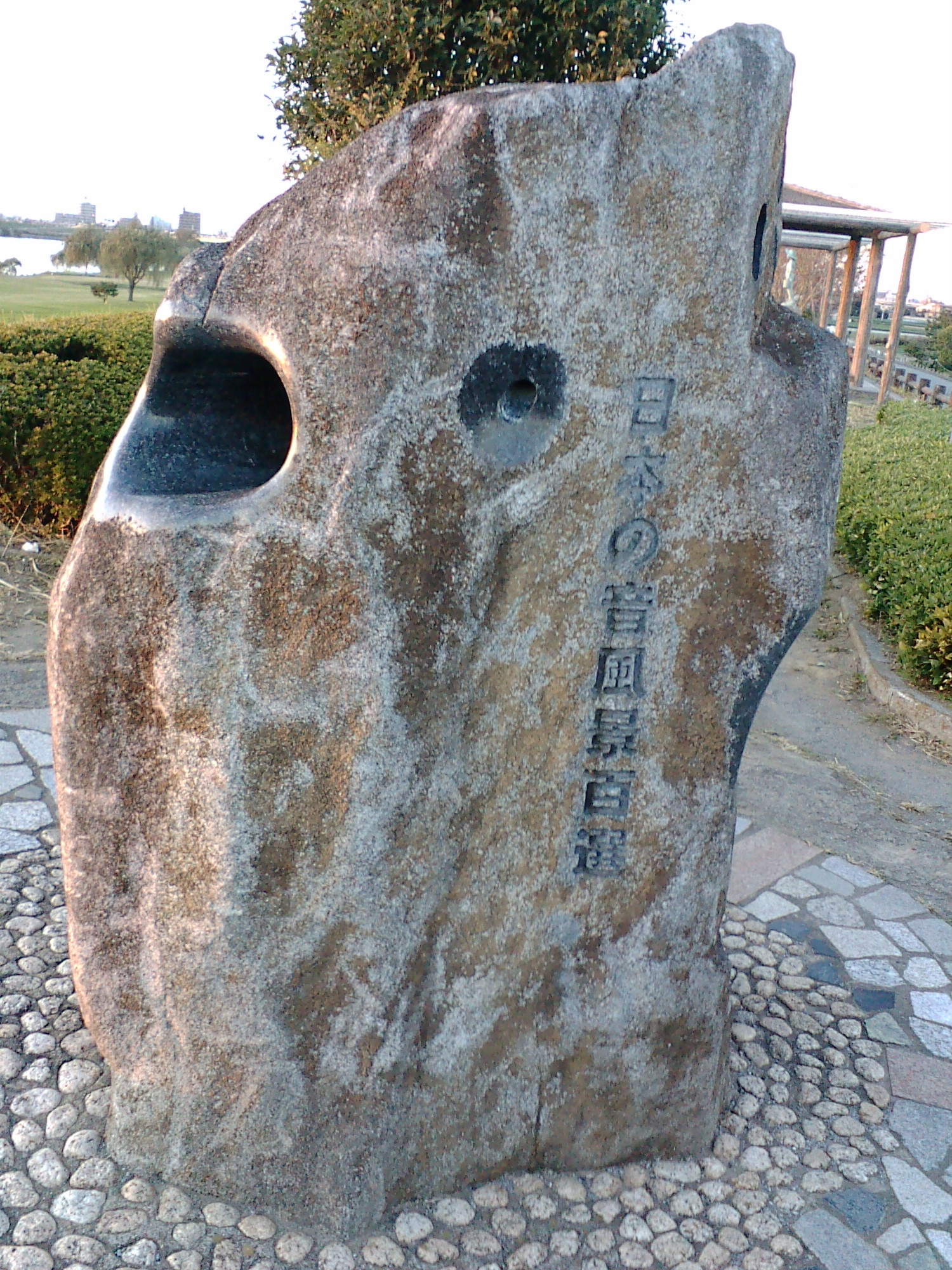
江戸川堤の日本の音風景100選の碑（2007年撮影）

矢切の地名は、江戸川の渡し舟として有名な矢切の渡しの由来でもある。江戸川を挟んで矢切と東京都葛飾区柴又を結んでおり、現在も渡し舟が運航されている。片道の料金は大人200円、子供・自転車各100円（2018年12月時点）。「房総の魅力500選」に選定されているほか、柴又帝釈天界隈とともに環境省の「日本の音風景100選」に選定されている。
この渡しは江戸時代初期に江戸幕府が地元民のために設けた利根川水系河川15ヶ所の渡し場のうちの一つであり、観光用途に設けられたものではない。かつては官営だったが、その後は民営となり、明治初期から杉浦家が船頭を務めて運営している。
この渡しが日本全国に有名になったのは、明治時代の伊藤左千夫の小説『野菊の墓』（1906年）によるところが大きい。現在、矢切にはこの小説の文学碑が建立されている。また、歌謡曲「矢切の渡し」の大ヒットや、矢切の対岸の柴又を舞台とする映画『男はつらいよ』でも脚光を浴びた。『男はつらいよ』シリーズでは、1969年公開の第一作で渥美清演じる主人公車寅次郎が帰郷のため乗船する場面以降しばしば登場する。
現在は観光用途の意味合いが強いが、元々渡し舟という交通手段であるため、渡し場に多少の土産物屋がある程度で、特に観光地化されているわけではない。雨天・荒天時は運休するほか、風の強い日や繁忙期などは、手漕ぎでなく船外機で進む。
矢切側の渡し場は鉄道駅から遠いため、多くの乗客は柴又側から乗船し、往復利用している。年末年始には柴又帝釈天参詣のため松戸側の乗り場が混雑する。2012年4月28日より京成バスが矢切側の渡し場付近に「矢切の渡し」停留所を新設、土休日に限り一日8往復のバス（松31系統）が矢切の渡し - 松戸駅間で運行を開始した。
2013年から「矢切観光案内所」が、上記「矢切の渡し」停留所に隣接する形で矢切風致保存会の手により開設され、矢切地区の歴史展示のほか、矢切地区産の野菜や観光物産品が販売されるようになった。
- 運航時間：10:00 - 16:00
- 運航日：3月中旬から11月末日まで毎日、それ以外の期間は、土・日・祝日、帝釈天の縁日のみ運航（荒天の場合は運休）。
- 料金：片道 中学生以上200円、子供100円
- 位置情報：北緯35度45分34.1秒 東経139度53分1.5秒 / 北緯35.759472度 東経139.883750度

### 歌謡曲
矢切の渡しは、昭和末期に作詞：石本美由起、作曲：船村徹の歌謡曲『矢切の渡し』の大ヒットによって脚光を浴びた。
1976年10月にちあきなおみのシングル・レコード『酒場川』のB面曲として収録された。のち、1982年10月21日に『矢切の渡し』をA面にしたちあき盤が発売された（B面は『別れの一本杉』）。1983年に細川たかし、瀬川瑛子、春日八郎 & 藤野とし恵、島倉千代子 & 船村徹など、7種のシングルによる競作で発売された。なお、細川盤の発売にあたって細川の所属する日本コロムビアはちあき盤（1976年当時、日本コロムビアに所属。1983年当時はビクターに移籍していた）を生産中止にしている。
シングルレコードとして最も売れたのは細川盤であったが、当時のUSENのチャートではちあき盤が首位を独走していた。その他、美空ひばりもLPで同曲をカバーした。2007年には中森明菜もカバーした（アルバム『艶華 -Enka-』に収録）。

## 行事
- 8月上旬には、下矢切商和会主催による矢切ビールまつりが矢切駅前で開催されている（1994年から）。

## 矢切ねぎ
矢切地区で作られるネギは出荷量こそ少ないものの、太くて甘みがあり、「矢切ねぎ」として2007年、地域団体商標に登録された。

## アクセス

### 矢切地区への交通
鉄道
最寄り駅は北総線矢切駅。野菊の墓文学碑は徒歩10分以内。
道路
国道6号（水戸街道）、国道298号、千葉県道1号市川松戸線（松戸街道）
矢切地区の北側に東京外環自動車道松戸インターチェンジが設置されている。

### 矢切の渡しへの交通
柴又側
京成金町線柴又駅または京成バス小55系統の柴又帝釈天停留所より徒歩で10分。
矢切側
1. JR常磐線、京成松戸線松戸駅西口より京成バス松31系統矢切の渡し行き（土休日の一部便のみ）で約20分、終点下車。
平日の全便と土休日のほとんどの便は、北に直線距離で約700 m 離れた「矢切の渡し入口」止まりとなり、渡し場へは田園地帯を歩くこととなる。
2. 松戸駅西口より京成バス松11系統市川駅行きで下矢切停留所下車の場合は、野菊の墓文学碑を経由する散策が可能（約30分）。
3. 北総鉄道北総線の矢切駅から徒歩25分。

「矢切の渡し」のみが目的の（矢切界隈の散策をしない）場合は、矢切側は鉄道駅・集落との間が離れているため、柴又側からの往復利用が無難である。細川たかしの「矢切の渡し」が大ヒットし観光客がピークだった頃には、馬車で矢切神社と江戸川の渡し場までを結ぶ「矢切ふるさと馬車」が出ていた。